# Edwards-Sifaka

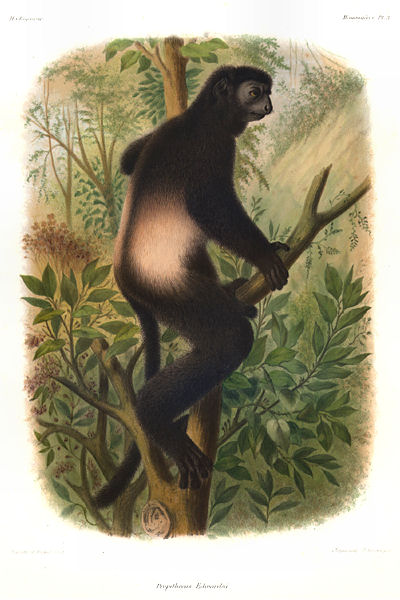
Zeichnung eines Edwards-Sifakas von Alfred Grandidier

Der Edwards-Sifaka (Propithecus edwardsi) ist eine Primatenart aus der Familie der Indriartigen innerhalb der Lemuren. Er ist zu Ehren von Henri Milne Edwards benannt. Ehemals galt er als Unterart des Diademsifakas.

## Merkmale

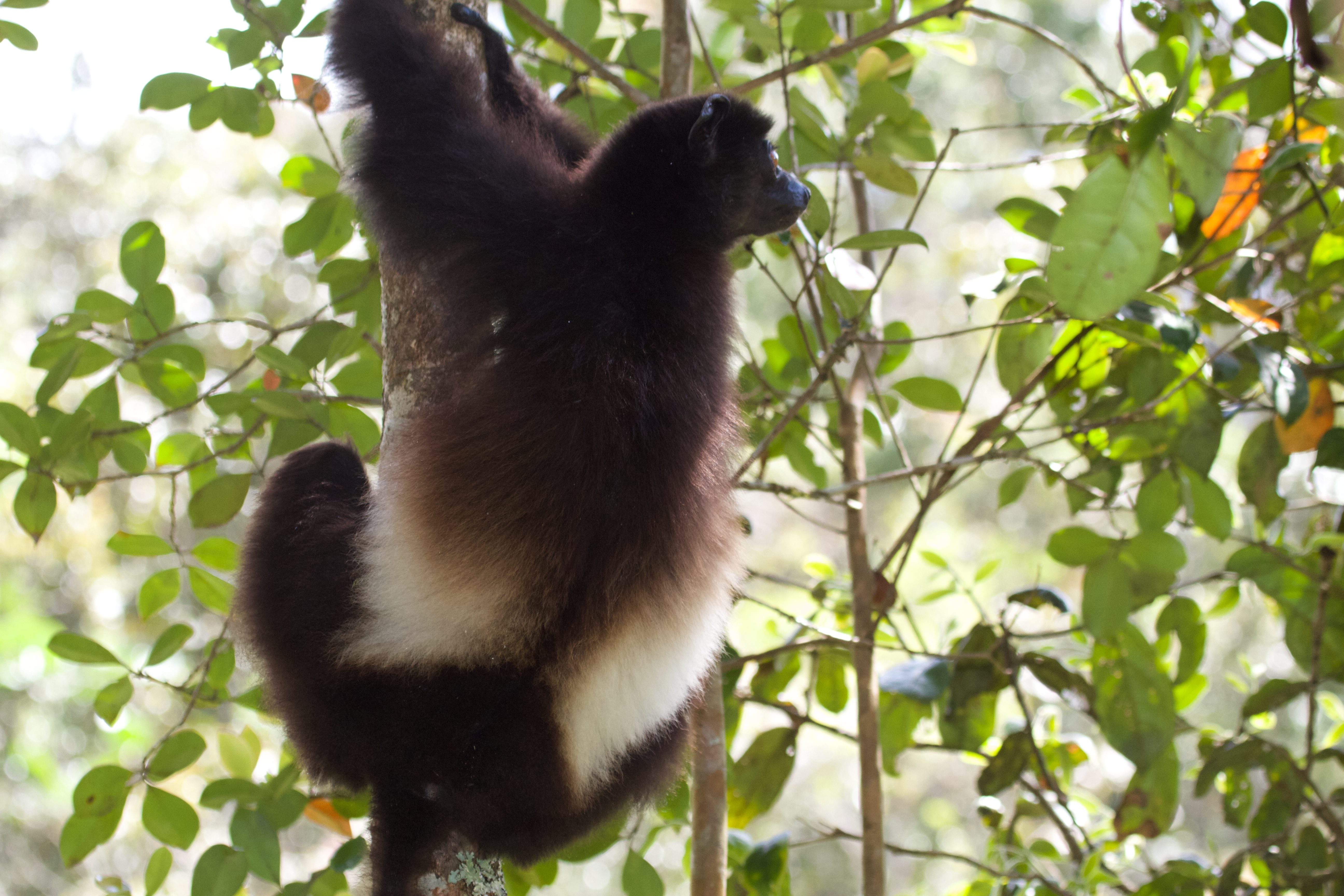
Fellzeichnung des Rückens

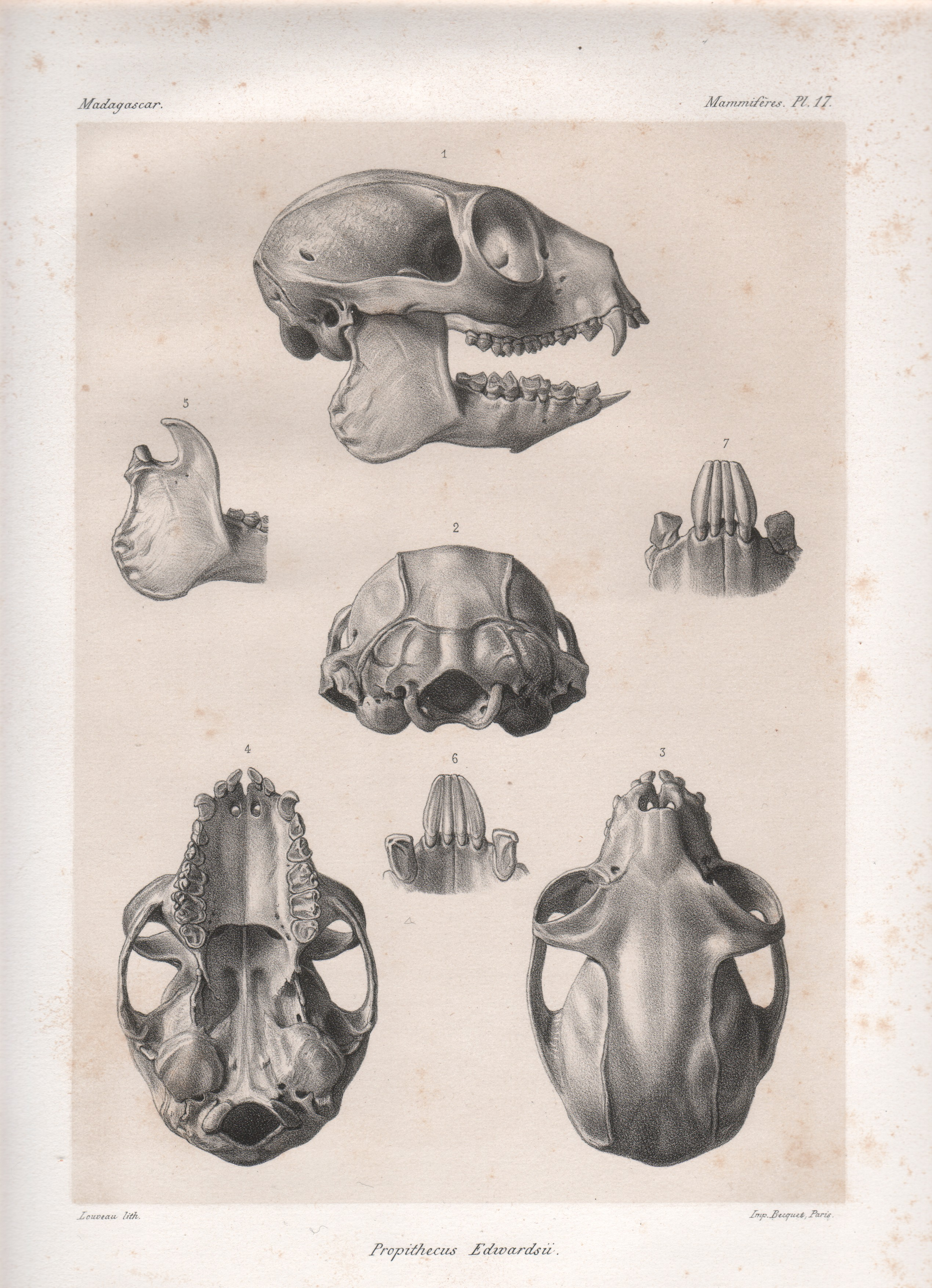
Anatomie des Schädels

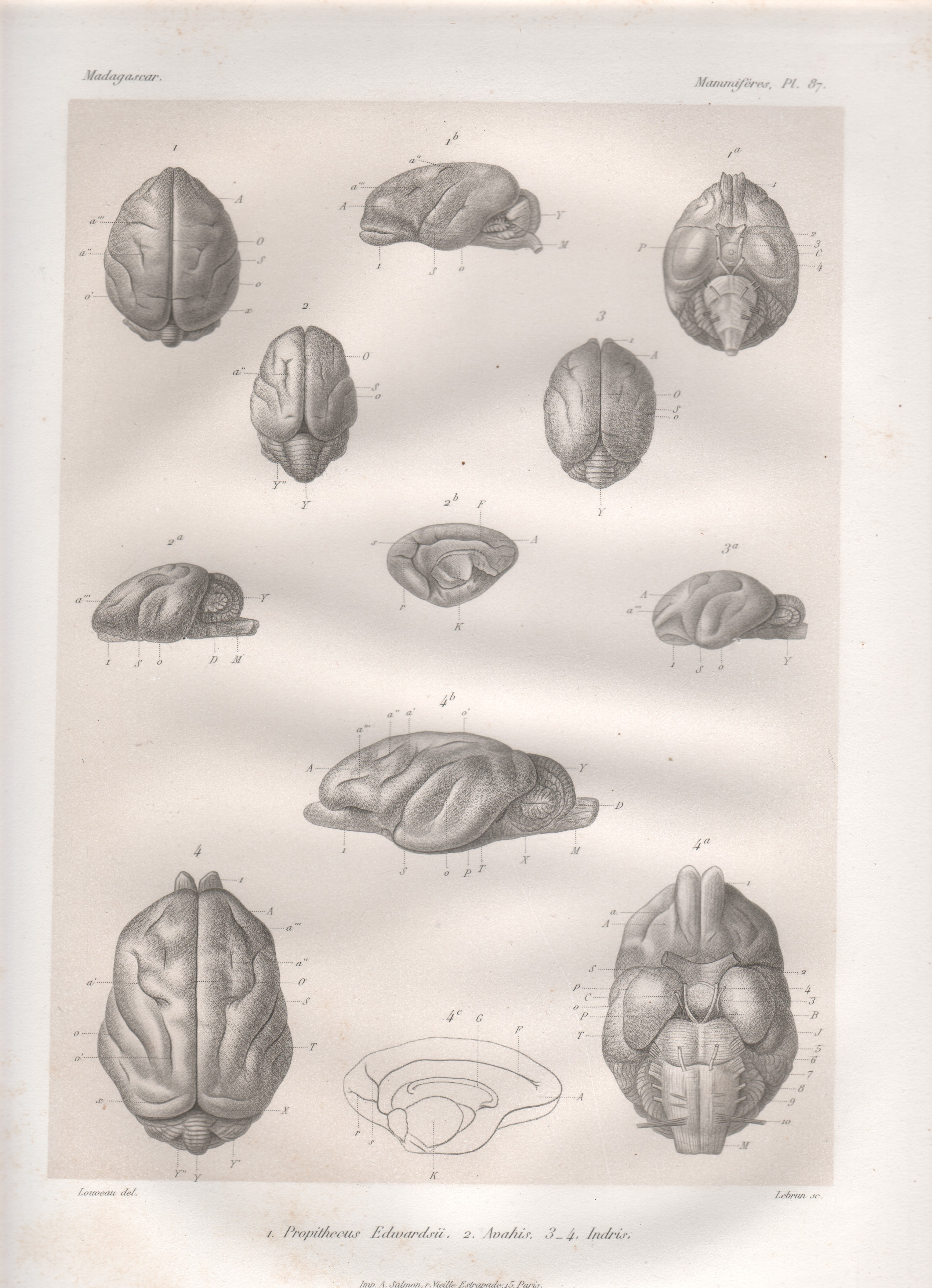
Anatomie des Gehirns eines 1. Edwards-Sifaka im Vergleich mit anderen Arten.

Edwards-Sifakas erreichen eine Kopfrumpflänge von 42 bis 52 Zentimetern, der Schwanz ist mit 41 bis 48 Zentimeter fast so lang wie der Körper. Ihr Gewicht beträgt 5 bis 6,5 Kilogramm, sie zählen damit zu den größten Arten der Sifakas. Ihr Fell ist überwiegend schwarz oder dunkelbraun gefärbt, am hinteren Teil des Rückens und der Flanken befindet sich eine weißliche, sattelartige Zeichnung, die von einem schwarzen Streifen in der Mitte des Rückens durchtrennt wird. Das Gesicht ist ebenfalls schwarz, aber unbehaart, die Augen sind orangerot.

## Verbreitung und Lebensraum

Verbreitungsgebiet des Edwards-Sifaka

Wie alle Lemuren kommen Edwards-Sifakas nur auf Madagaskar vor. Sie sind in den Regenwäldern im Osten der Insel verbreitet, ihr Verbreitungsgebiet reicht von den Flüssen Mangoro und Onive im Norden bis zum Andringitra-Bergland im Süden. Sie kommen bis in 1700 Meter Seehöhe vor.

## Lebensweise und Ernährung
Diese Primaten sind tagaktive Baumbewohner. In der Nacht schlafen sie auf Astgabeln, rund 8 bis 10 Meter über dem Boden. Am Tag begeben sie sich auf Nahrungssuche, wobei sie sich senkrecht kletternd und springend fortbewegen. Sie leben in Gruppen von drei bis neun Tieren, die aus mehreren Männchen und Weibchen und den gemeinsamen Jungtieren bestehen. Die Gruppen werden von den Weibchen angeführt und sind in ihrer Zusammensetzung über mehrere Jahre hinweg stabil. Die Gruppen bewohnen ein festes Territorium mit 45 bis 55 Hektar Größe, das mit Drüsensekret markiert wird.
Edwards-Sifakas sind Pflanzenfresser, die sich von Blättern, Früchten, Samen und Blüten ernähren. Manchmal kommen sie auf den Boden, um Erde zu fressen. Dies kann dazu dienen, Spurenelemente aufzunehmen oder in der Nahrung enthaltenen Giftstoffe zu neutralisieren.

## Fortpflanzung
Nach einer rund 180-tägigen Tragzeit bringt das Weibchen im Juni oder Juli ein einzelnes Jungtier zur Welt. Dieses wiegt bei der Geburt rund 150 Gramm und klammert sich zunächst an den Bauch der Mutter, später reitet es auf ihrem Rücken. Nach rund sechs Monaten werden sie entwöhnt, nach vier bis fünf Jahren sind sie geschlechtsreif. Die Männchen müssen ihre Geburtsgruppe dann verlassen, die Weibchen verlassen sie ebenfalls oder bleiben darin.

## Gefährdung
Die Hauptbedrohung der Edwards-Sifakas sind die Zerstörung ihres Lebensraums durch Brandrodungen, Abholzungen und den Bergbau sowie die Bejagung. Die IUCN schätzt, dass in den letzten 30 Jahren (drei Generationen) die Gesamtpopulation um mehr als 50 % zurückgegangen ist und listet die Art als „stark gefährdet“ (endangered).

## Belege
1. ↑  Lyubing Zhang et al.: Human-induced deforestation increases extinction risk faster than climate pressures: Evidence from long-term monitoring of the globally endangered Milne-Edward's sifaka. In: Biological Conservation. Band 274, 2022, 109716, doi:10.1016/j.biocon.2022.109716.